# 高尾野インターチェンジ
高尾野インターチェンジ（たかおのインターチェンジ）は、鹿児島県出水市高尾野町柴引にある、北薩横断道路（紫尾道路）のインターチェンジである。

## 道路
- 北薩横断道路

## 沿革
- 2003年3月25日 : 中屋敷IC-高尾野IC間が開通したのに伴い供用開始。
- 2016年度 :高尾野ICから阿久根市の阿久根北IC附近までの区間が阿久根高尾野道路として事業化[1]。

## 接続する道路
- 国道504号

## 周辺
- 高尾野ダム

## 隣
北薩横断道路
中屋敷IC - 高尾野IC - （計画区間）